# Vřeskovice
Vřeskovice (německy Brzeskowitz,  v letech 1939–1945 Heidefeld) jsou obec v okrese Klatovy v Plzeňském kraji. Žije zde 334 obyvatel.

## Historie
První písemná zmínka o obci pochází z roku 1352.

## Obyvatelstvo
| Rok            | 1869 | 1880 | 1890 | 1900 | 1910 | 1921 | 1930 | 1950 | 1961 | 1970 | 1980 | 1991 | 2001 | 2011 | 2021 |
| -------------- | ---- | ---- | ---- | ---- | ---- | ---- | ---- | ---- | ---- | ---- | ---- | ---- | ---- | ---- | ---- |
| Počet obyvatel | 540  | 622  | 521  | 545  | 589  | 549  | 587  | 463  | 436  | 353  | 334  | 300  | 290  | 275  | 306  |
| Počet domů     | 82   | 86   | 87   | 88   | 91   | 88   | 106  | 112  | 101  | 98   | 97   | 113  | 111  | 122  | 132  |

## Obecní správa
Mezi lety 1869–1950 Vřeskovice byly obcí v okrese Přeštice. V letech 1961–1976 patřily jako část obce k Borovům. Od 30. dubna 1976 do 23. listopadu 1990 patřily jako část města k Švihovu a od 24. listopadu 1990 jsou opět samostatnou obcí v okrese Klatovy.

### Části obce
- Vřeskovice
- Mstice

### Obecní symboly
Znak a vlajka byly obci uděleny rozhodnutím předsedy Poslanecké sněmovny Parlamentu České republiky dne 7. října 2003.

## Pamětihodnosti
- Kostel svatého Jana Křtitele
- Socha svatého Jana Nepomuckého
- Poblíž kostela svatého Jana Křtitele se dochovaly drobné pozůstatky tvrze Vřeskovice založené na počátku čtrnáctého století. Patřila jedné z větví rodu Drslaviců, která používala přídomek z Vřeskovic. V patnáctém století tvrz získali páni z Roupova, za kterých ztratila svou funkci, a postupně zanikla.[8]

## Doprava
Vřeskovice leží na silnici II/182 a prochází jimi cyklotrasa č. 38.

## Galerie

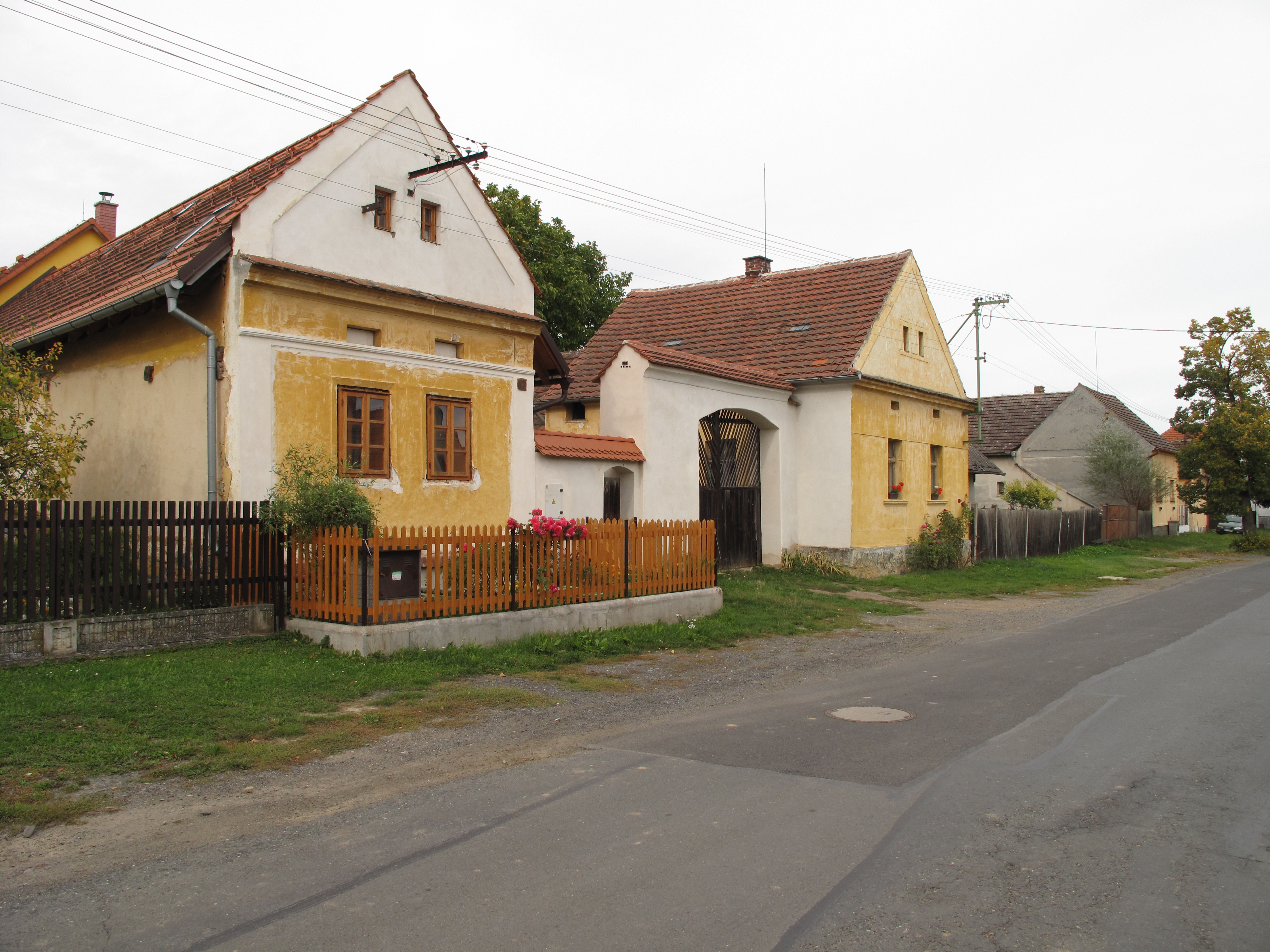
Statek
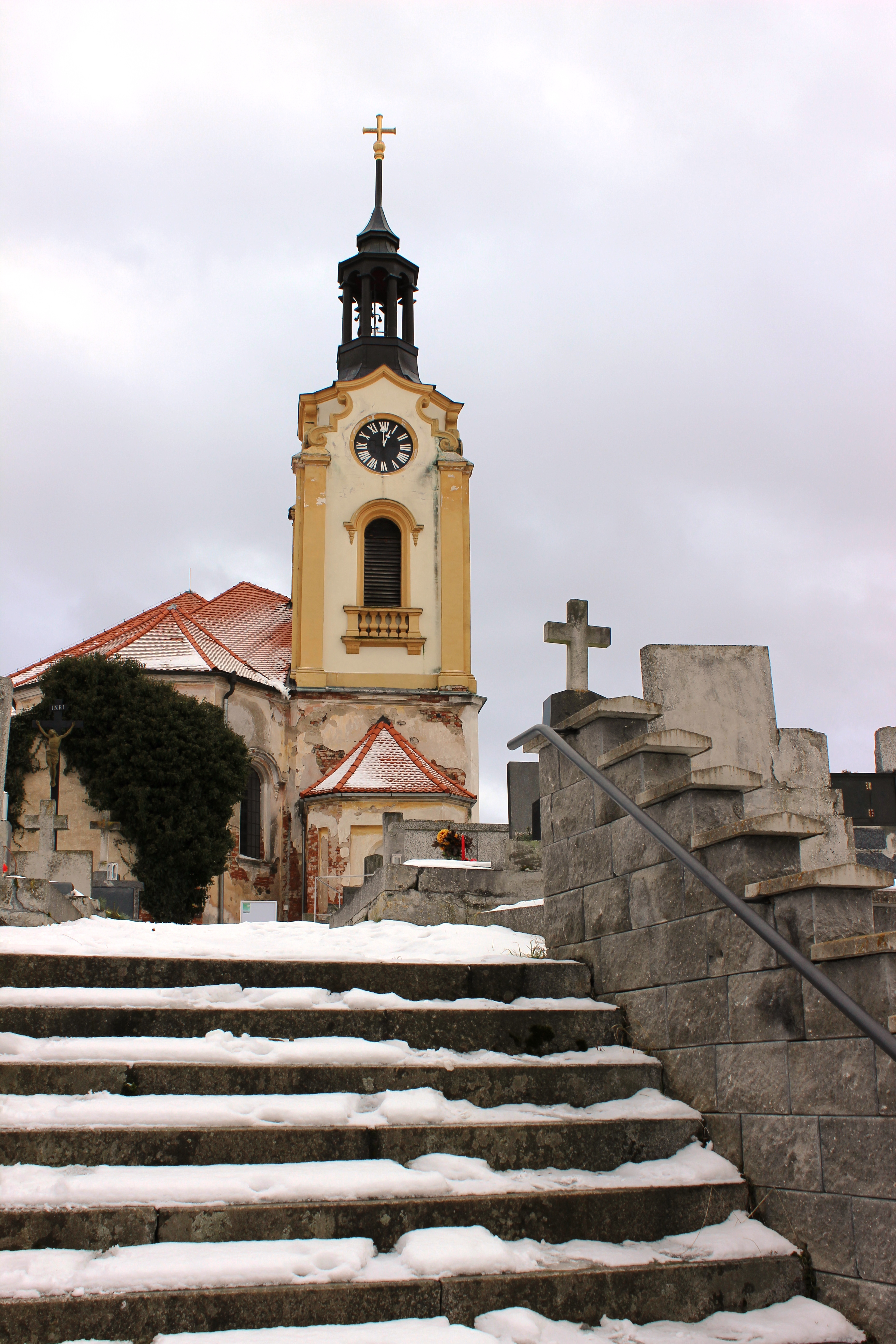
Kostel svatého Jana Křtitele
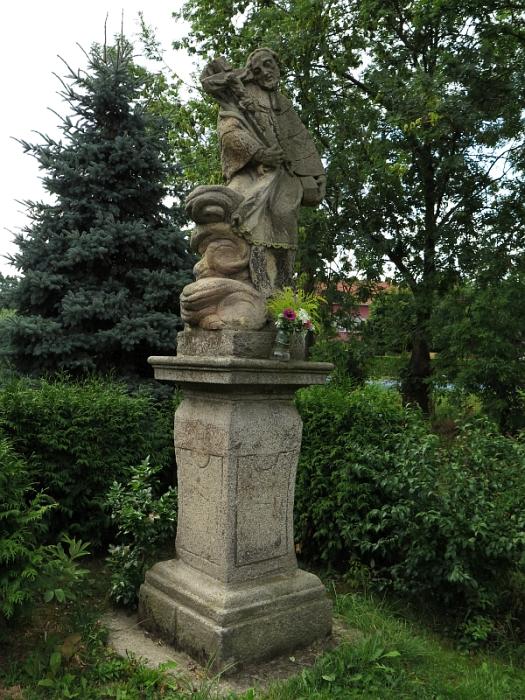
Socha svatého Jana Nepomuckého
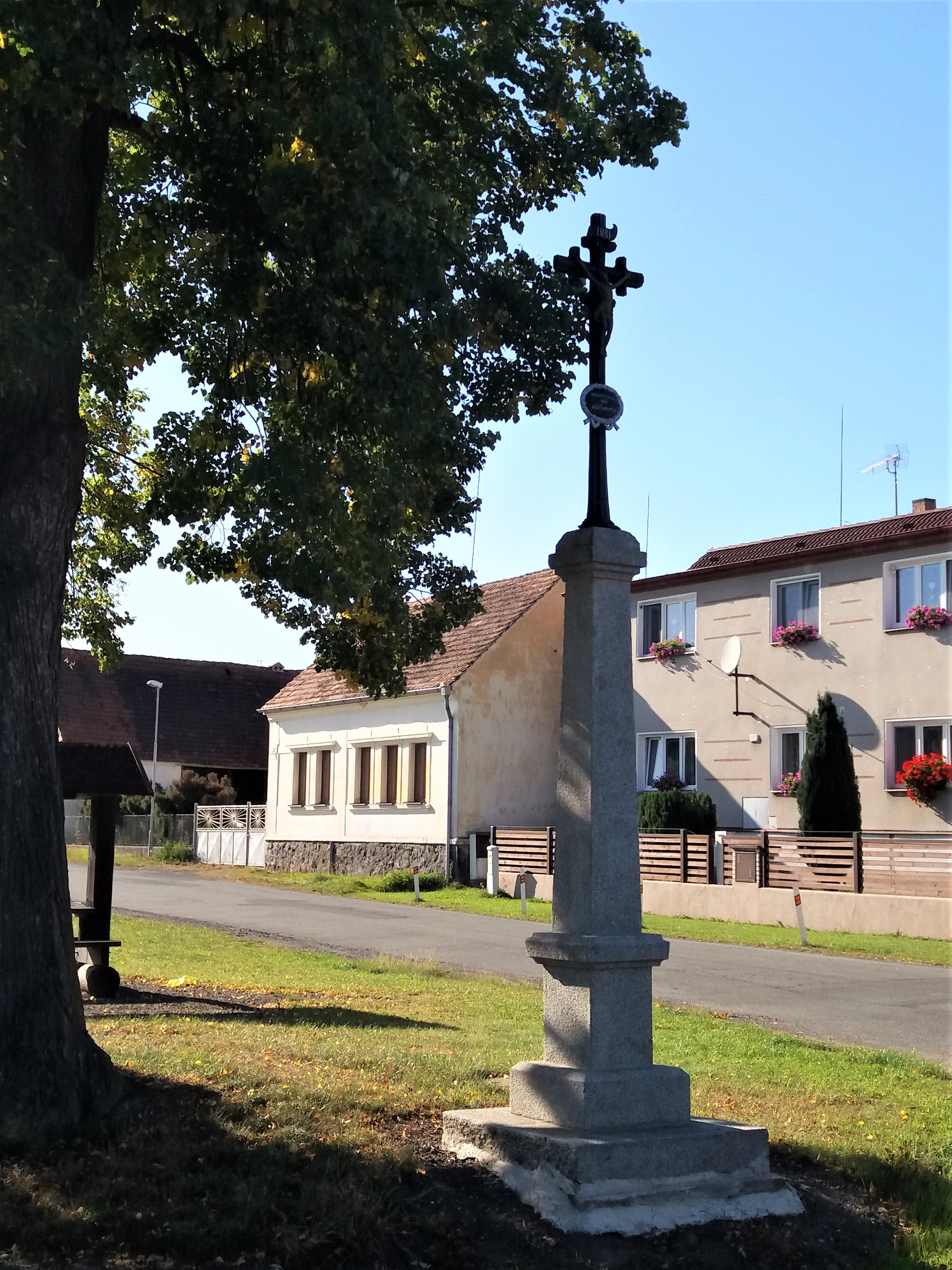
Kříž na návsi
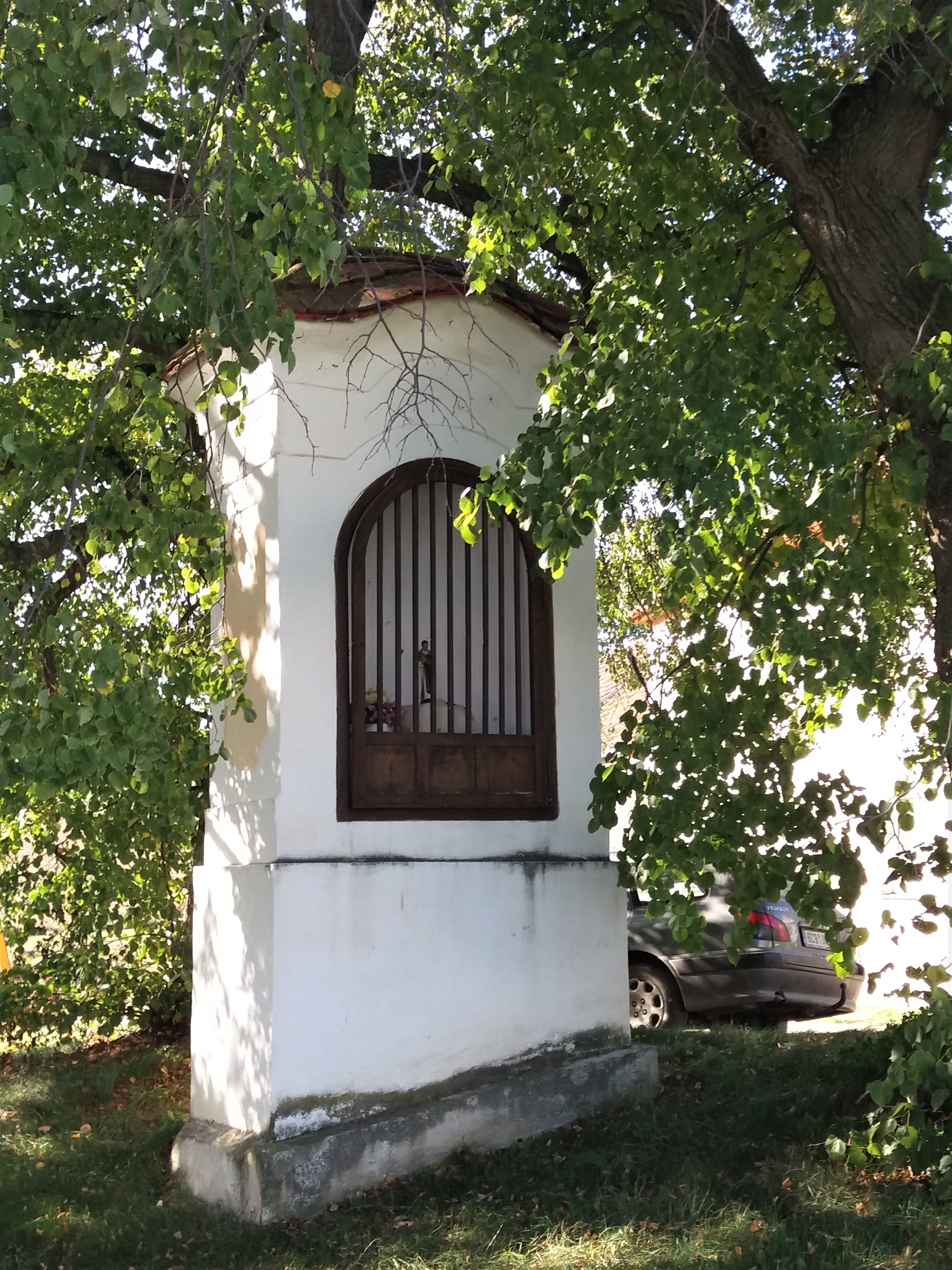
Kaplička ve Msticích